# Schlammaale
Die Schlammaale (Heterenchelyidae) sind eine Familie innerhalb der Ordnung der Aalartigen (Anguilliformes). Die Tiere kommen im Atlantik, Mittelmeer und Ostpazifik vor, die meisten Arten im östlichen Atlantik. Schlammaale sind selten und leben auf dem Meeresgrund in Tiefen von 20 bis 1000 Metern. Sie verbringen den größten Teil der Zeit vergraben im Bodengrund und vergraben sich mit dem Kopf voran. Über ihre Lebensweise ist nichts bekannt.

## Merkmale
Schlammaale sind lang und schlank und werden 30 Zentimeter bis 1,5 Meter lang. Der Schwanz ist länger als Kopf und Rumpf zusammen. Vorne sind sie zylindrisch, hinten seitlich abgeflacht. Lebende Schlammaale sind wegen ihrer gut durchbluteten Haut rötlich, tote grau oder braun. Sie haben einen kleinen Kopf mit winzigen, von transparenter Haut überzogenen Augen. Brustflossen, das Seitenlinienorgan und Schuppen fehlen. Das Maul ist groß und reicht bis hinter die Augen. Beide Kiefer sind gleich lang oder der Unterkiefer steht etwas über den Oberkiefer hervor. Die Zähne sind konisch bis molariform und stehen in den Kiefern in zwei bis drei Reihen, auf dem Vomer in einer bis mehrerer Reihen. Die Kiemenöffnungen sitzen tief. Die Rückenflosse beginnt über den Kiemenöffnungen oder kurz dahinter. Sie ist niedrig, wie auch die Afterflosse und mit dieser und der Schwanzflosse zu einem durchgehenden Flossensaum zusammengewachsen.

## Systematik
Es gibt zwei Gattungen mit je vier Arten:
- Gattung Panturichthys Pellegrin 1913, Hautkamm auf dem Kopf, innere Zahnreihe auf dem Maxillare vollständig oder fast vollständig, 109 bis 136 Wirbel.
  - Panturichthys mauritanicus Pellegrin 1913
  - Panturichthys fowleri (Ben-Tuvia 1953)
  - Panturichthys isognathus Poll 1953
  - Panturichthys longus (Ehrenbaum 1915)
- Gattung Pythonichthys Poey 1868, ohne Hautkamm auf dem Kopf, innere Zahnreihe des Maxillare unvollständig, 141 bis 227 Wirbel.
  - Pythonichthys macrurus (Regan 1912)
  - Pythonichthys microphthalmus (Regan 1912)
  - Pythonichthys sanguineus Poey 1868
  - Pythonichthys asodes Rosenblatt & Rubinoff 1972